# Lorrie Fair
Lorraine Ming Fair, detta Lorrie (Los Altos, 5 agosto 1978), è un'ex calciatrice statunitense, di ruolo centrocampista.
In carriera, con la maglia della nazionale statunitense, ha partecipato tra il 1996 ed il 2005 a un'edizione dei mondiali femminili e un'edizione dei Giochi olimpici.
Anche sua sorella gemella Ronnie è stata una calciatrice e le due, il 9 maggio 1997, sono state le prime due sorelle a scendere contemporaneamente in campo per la nazionale in occasione di una sfida contro l'Inghilterra.

## Biografia
Fin dall'età di 16 anni Fair si è impegnata nello sviluppo dello port. È un'ambasciatrice delle associazioni Right to Play e di Show Racism the Red Card e, nelle vesti di ambasciatrice nella cornice di un progetto compartecipato tra il dipartimento di Stato degli Stati Uniti d'America e USSF, ha promosso lo stile di vita sano e lo sport come strumento diplomatico.
Ha creato il progetto Kickabout Africa 2010 per contribuire allo sviluppo del continente africano e dal 2008 ha collaborato con la Charlize Theron's Africa Outreach Project .

## Carriera

### Calcio universitario
Dopo aver giocato per la squadra di calcio della Los Altos High School tra il 1996 ed il 1999, anni nei quali venne selezionata per due volte nella NSCAA ALL-American e nella Parade All-American, Fair scelse di frequentare l'Università della Carolina del Nord a Chapel Hill. Qui fu indicata come una delle nuove atlete dell'anno del paese ed aiutò la squadra a raggiungere la NCAA Women's Division I Soccer Championship nel 1996, nel 1997 e nel 1999, anno nel quale vinse l'Honda Sports Award.

### Club
Fair dal 2001 al 2003 indossò la maglia del Philadelphia Charge nella defunta Women's United Soccer Association. Nel 2005 scese in campo undici volte con il Lione e nel febbraio 2008, firmando per il Chelsea diventò la prima statunitense ad essere tesserata per una squadra della Women's Premier League, tuttavia nel maggio successivo subì un infortunio al legamento crociato che la tenne fuori per tutta la stagione.

### Nazionale
Nel 1994 Fair venne convocata per la nazionale Under-20, con la quale partecipò alla Nordic Cup. L'anno successivo fece parte della squadra ovest del festival olimpico statunitense e venne invitata ad allenarsi con la nazionale maggiore, con la quale debuttò nel febbraio 1996 in un incontro con la Norvegia. Cinque mesi dopo rifiutò la convocazione come riserva per i Giochi olimpici di Atlanta, dove gli Stati Uniti vinsero l'oro.
Fair segnò la sua prima rete in campo internazionale nel marzo 1998 contro la Nuova Zelanda ed entrò in pianta stabile nell'undici titolare solamente nel 1999 nella squadra che vinse i Mondiali che trionfò in finale contro la Cina. Ai Giochi olimpici di Sydney 2000 giocò ogni minuto, ma dovette arrendersi nella finale per l'oro contro la Norvegia.
Fu convocata anche per i Giochi di Atene 2004, ma solamente come riserva.
Chiuse la sua carriera con la Nazionale nel 2005 dopo 120 incontri e 7 reti segnate.

## Palmarès

### Individuale
- U.S. Soccer Athlete of the Year: 1

Premio miglior giovane (femminile): 1999